# Phyllaplysia viridis
Phyllaplysia viridis is een slakkensoort uit de familie van de Aplysiidae. De wetenschappelijke naam van de soort is voor het eerst geldig gepubliceerd in 1905 door Bergh. Oorspronkelijk beschreven vanuit Indonesië in 1905, komt deze zeeslak ook voor in de Filippijnen en Zuidoost-Australië en leeft in Intergetijdengebied en subgetijdegebied met zeegrassen.